# Stygopholcus skotophilus
Stygopholcus skotophilus là một loài nhện trong họ Pholcidae. Loài này được phát hiện ở Bosnia và Herzegovina và Montenegro.